# Giochi mondiali indoor 1985
I Giochi mondiali indoor 1985 (1985 World Indoor Games), furono organizzati dalla IAAF nel 1985 e si svolsero a Parigi, in Francia, al Palais omnisports de Paris-Bercy. Le competizioni sono iniziate il 18 gennaio e sono terminate il 19 gennaio.
Nel 1987 la competizione fu rinominata Campionati del mondo indoor (World Indoor Championships).

## Medagliati

### Uomini
| Specialità | Oro                 | Prestazione | Argento            | Prestazione | Bronzo               | Prestazione |
| Corse piane |                     |             |                    |             |                      |             |
| 60 m | Ben Johnson         | 6"62        | Sam Graddy         | 6"63        | Ronald Desruelles    | 6"68        |
| 200 m | Aleksandr Yevgenyev | 20"95       | Ade Mafe           | 20"96       | João da Silva        | 21"19       |
| 400 m | Thomas Schönlebe    | 45"60       | Todd Bennett       | 45"97       | Mark Rowe            | 46"31       |
| 800 m | Colomán Trabado     | 1'47"72     | Benjamín González  | 1'47"94     | Ikem Billy           | 1'48"28     |
| 1.500 m | Mike Hillardt       | 3'40"27     | José Luis González | 3'41"36     | Joseph Chesire       | 3'41"38     |
| 3.000 m | João Campos         | 7'57"63     | Don Clary          | 7'57"78     | Ivan Uvizl           | 7'57"92     |
| Marcia 5.000 m (dettagli) | Gérard Lelièvre     | 19'06"20    | Maurizio Damilano  | 19'11"41    | Dave Smith           | 19'16"04    |
| Corse a ostacoli |                     |             |                    |             |                      |             |
| 60 hs | Stéphane Caristan   | 7"67        | Javier Moracho     | 7"69        | Jon Ridgeon          | 7"70        |
| Salti |                     |             |                    |             |                      |             |
| Salto in alto (dettagli) | Patrik Sjöberg      | 2,32 m      | Javier Sotomayor   | 2,30 m      | Othmane Belfaa       | 2,27 m      |
| Salto con l'asta | Serhij Bubka        | 5,75 m      | Thierry Vigneron   | 5,70 m      | Vasiliy Bubka        | 5,60 m      |
| Salto in lungo | Jan Leitner         | 7,96 m      | Gyula Pálóczi      | 7,94 m      | Giovanni Evangelisti | 7,88 m      |
| Salto triplo | Hristo Markov       | 17,22 m     | Lázaro Betancourt  | 17,15 m     | Lázaro Balcindes     | 16,83 m     |
| Lanci |                     |             |                    |             |                      |             |
| Getto del peso | Remigius Machura    | 21,22 m     | Udo Beyer          | 21,10 m     | Jānis Bojārs         | 19,94 m     |
| record mondiale; record mondiale stagionale; record africano; record asiatico; record europeo; record nord-centroamericano e caraibico; record sudamericano; record oceaniano; record dei campionati; record nazionale; record personale; record personale stagionale. |                     |             |                    |             |                      |             |

### Donne
| Specialità | Oro                 | Prestazione | Argento                | Prestazione | Bronzo                                     | Prestazione |
| Corse piane |                     |             |                        |             |                                            |             |
| 60 m | Silke Gladisch      | 7"20        | Heather Oakes          | 7"21        | Christelle Bulteau                         | 7"34        |
| 200 m | Marita Koch         | 23"09       | Marie-Christine Cazier | 23"33       | Kim Robertson                              | 23"69       |
| 400 m | Diane Dixon         | 53"35       | Regine Berg            | 53"81       | Charmaine Crooks                           | 54"08       |
| 800 m | Cristieana Cojocaru | 2'04"22     | Jane Finch             | 2'04"71     | Maria Simeanu                              | 2'05"51     |
| 1.500 m | Elly van Hulst      | 4'11"41     | Fiţa Lovin             | 4'11"42     | Brit McRoberts                             | 4'11"83     |
| 3.000 m | Debbie Scott        | 9'04"99     | Agnese Possamai        | 9'09"66     | PattiSue Plumer                            | 9'12"12     |
| Marcia 3.000 m | Giuliana Salce      | 12'53"42    | Yan Hong               | 13'06"66    | Ann Peel                                   | 13'06"97    |
| Corse a ostacoli |                     |             |                        |             |                                            |             |
| 60 hs | Xénia Siska         | 8"03        | Laurence Elloy         | 8"08        | Anne Piquereau                             | 8"10        |
| Salti |                     |             |                        |             |                                            |             |
| Salto in alto (dettagli) | Stefka Kostadinova  | 1,97 m      | Susanne Lorentzon      | 1,94 m      | Debbie Brill Danuta Bułkowska Silvia Costa | 1,90 m      |
| Salto in lungo | Helga Radtke        | 6,88 m      | Tatyana Rodionova      | 6,72 m      | Nijolé Medvedeva                           | 6,44 m      |
| Lanci |                     |             |                        |             |                                            |             |
| Getto del peso | Natal'ja Lisovskaja | 20,07 m     | Ines Müller            | 19,68 m     | Nunu Abashidze                             | 18,82 m     |
| record mondiale; record mondiale stagionale; record africano; record asiatico; record europeo; record nord-centroamericano e caraibico; record sudamericano; record oceaniano; record dei campionati; record nazionale; record personale; record personale stagionale. |                     |             |                        |             |                                            |             |

## Medagliere
| Posizione | Paese            | Oro | Argento | Bronzo | Totale |
| --------- | ---------------- | --- | ------- | ------ | ------ |
| 1         | Germania Est     | 4   | 2       | 0      | 6      |
| 2         | Unione Sovietica | 3   | 1       | 4      | 8      |
| 3         | Francia          | 2   | 3       | 2      | 7      |
| 4         | Canada           | 2   | 0       | 4      | 6      |
| 5         | Cecoslovacchia   | 2   | 0       | 1      | 3      |
| 6         | Bulgaria         | 2   | 0       | 0      | 2      |
| 7         | Stati Uniti      | 1   | 3       | 2      | 6      |
| 8         | Spagna           | 1   | 3       | 0      | 4      |
| 9         | Italia           | 1   | 2       | 1      | 4      |
| 10        | Romania          | 1   | 1       | 1      | 3      |
| 11        | Svezia           | 1   | 1       | 0      | 2      |
| 11        | Ungheria         | 1   | 1       | 0      | 2      |
| 13        | Australia        | 1   | 0       | 1      | 2      |
| 14        | Paesi Bassi      | 1   | 0       | 0      | 1      |
| 14        | Portogallo       | 1   | 0       | 0      | 1      |
| 16        | Regno Unito      | 0   | 3       | 2      | 5      |
| 17        | Cuba             | 0   | 2       | 2      | 4      |
| 18        | Belgio           | 0   | 1       | 1      | 2      |
| 19        | Cina             | 0   | 1       | 0      | 1      |
| 20        | Algeria          | 0   | 0       | 1      | 1      |
| 20        | Brasile          | 0   | 0       | 1      | 1      |
| 20        | Kenya            | 0   | 0       | 1      | 1      |
| 20        | Nuova Zelanda    | 0   | 0       | 1      | 1      |
| 20        | Polonia          | 0   | 0       | 1      | 1      |
| Totale    | Totale           | 24  | 24      | 26     | 74     |